# ジャナ・アンドラン
ジャナ・アンドラン（Jana Andoran）は1990年、ネパールに起きた民主化運動。国王の独裁権力の源であったパンチャーヤト制の廃止と複数政党制による議会制民主主義を勝ち取った。
「ジャナ」とは「人々の」、「アンドラン」は「運動」を意味する。
2006年の民主化運動はこれと区別してロクタントラ・アンドラン、または、ジャナ・アンドランIIと呼ばれる。

## 背景
1951年、それまで続いていたラナ宰相家の独裁的支配が終焉し、トリブバン国王は亡命先から帰国し、王政復古を宣言する。後を継いだマヘンドラ国王ははじめ民主化の動きを受け入れ、1959年、はじめて複数政党制による選挙が行われ、ネパール会議派のビシュエシュワル・プラサード・コイララが首相に選出された。
しかし、矢継ぎ早に封建的諸制度を改革しようとするコイララ内閣と国王の間には亀裂が生じ、1960年、マヘンドラ国王はクーデターを起こし、議会と内閣を解散した。実にこれから30年にわたって、ネパールは国王の実質的な独裁政治が行われたのである。
1962年、マヘンドラ国王は、憲法を改正し、政党を禁止し、パンチャーヤト制といわれる複雑な間接民主主義を導入して、自らに有利な政権運営を行った。首相は国王が直接任命し、その意にかなった人物が任用された。
1972年、国王はビレンドラに代わったが、依然として父王の政策を維持した。
こうしたなか、1979年には反体制学生運動が起き、また1985年にはネパール会議派と一部の政党が複数政党制を求めてガンジー主義の影響を受けた非暴力運動を行ったが、体制を変革するには至らなかった。運動は政党や一部学生にとどまり、国民的広がりを見せることはなかった。
国外では、ベルリンの壁崩壊など一連の東欧革命、ソビエト連邦の崩壊、天安門事件など、大規模な民主化運動が、1989年から1990年にかけて起こっていた。また、インドによる一部国境封鎖により、国内経済も非常に厳しい状態にあり、国民の不満が高まっていた。

## 前夜

### 政党の動き
運動は、はじめ、政党主導で計画された。政党といっても当時は禁止されていたので、いずれも地下（非合法）活動を行っていた。当時、ネパール共産党は四分五裂の状態にあり、ネパール会議派の最高指導者・ガネーシュ・マン・シンハが音頭をとって、共産党系各派に共闘を呼びかけた。当時14あった共産党系政党のうち、7政党が運動に参加することになり、1月18日、統一左翼戦線の結成を公表した。議長にはネパール共産党マルクス主義派リーダーのサハナ・プラダン（女性）が選ばれた。こうして、ネパール会議派と統一左翼戦線が共闘することにより、民主化運動が行われることになった。（ちなみにこのとき、毛沢東派はまだ生まれていなかった。）
ネパール会議派は2月18日にパンチャーヤト制の廃止、複数政党制の復活を要求して全国で民主化運動を展開することを宣言した。2月18日はラナ家の独裁が終了した日で、ネパール国民にとって特別な日であった。

### 当局の対応
民主化運動に先立ち、国王を頂点とする体制側も、動き始めた。2月6日には各政党指導者の一斉逮捕が始まった。2月13日統一左翼戦線議長、サハナ・プラダンも逮捕された。ネパール共産党マルクス・レーニン主義派（通称マレ）の幹部、ラダ・クリシュナ・マイナリはプラダンからの警告で逮捕を免れ、運動の中心的な役割を担うことになる。共産党系政党の中で最大の勢力を持つ「マレ」は大部分が地下に潜行しており、指導部は無傷だった。中枢機関の「中央最高司令部」は党首はじめ5人しかその場所を知らされていなかった。党員のほとんどは警察に顔を知られておらず、指揮系統は万全だった。総書記のマダン・クマール・バンダリはプラダンの通報で逮捕を免れたマイナリに18日デモに行くように命じたが、同時に絶対に捕まってはならないとも命じた。マイナリが他党との連絡役であったからだ。
一方、ネパール会議派党首・クリシュナ・プラサード・バッタライ、最高指導者ガネーシュ・マン・シンハ、総書記のギリジャー・プラサード・コイララは運動を前に自宅軟禁されてしまった。
そうしたなか、学生や国民の抵抗運動も散発的に始まった。2月14日、ジャナクプルで開かれたパンチャーヤト制支持の官製デモにもぐりこんだ学生が、壇上に駆け上りパンチャーヤト制反対と、複数政党制を訴え、警察に逮捕されている。
民主化当日の最大の戦力が学生であると考えた警察は、「民主化」前夜、トリブバン大学の学生を300人一斉検挙した。

## 1990年2月18日

### デモスタート地点の変更
ネパール会議派と統一左翼戦線は18日のデモのスタート地点をカトマンズ旧市街の「スンダラ」と公表していたが、「マレ」は独断でこれを変更した。というのも、パンフレットに書かれた情報は当然警察当局も読んでおり、警察に制圧されるだけだと考えたのである。「マレ」のポカレル実行委員長らは出発地点を「パコ」に秘密裏に変更した。他党にも知らせなかった。
統一左翼戦線のトゥルシ・ラル・アマティア名誉議長も知らされていなかったが、スンダラの集会に参加できず、偶然、「パコ」の集会場に行き着いた。集会は始まっていなかった。そこで彼は赤い共産党の党旗を掲げ、一人で行進し、やがて、逮捕された。
　午後1時、「マレ」のリーダー、マイナリは広場で党旗を掲げ、「民主化運動が始まった！」と叫んだ。同時に、周りに集まっていた数百人の群集が旗を取り出して集まり、「パンチャーヤト制打倒！」「複数政党制に勝利を!」とシュプレヒ・コールをあげ、デモ行進が行われた。学生たちや、地方から来た人たちもデモに加わった。

### 政府への敵意
一方、パンチャーヤト制支持の官製デモ「パンチャラリー」もこの日、計画されていたが、デモはコースの途上で立ち往生した。道の両側から投石にあったのだ。石の投げ合いがつづいたあと、デモは再開された。その途上でも、しばしば投石にあった。デモに参加していたマリチ・マン・シン・シュレスタ首相も投石にあった。
この日、ネパール全土、40の郡庁所在地で民主化運動のデモが行われた。デモ隊と警察の衝突で、3人が死亡した。

## 流血

### ネパール・バンダ
翌、2月19日には「ネパール・バンダ」と呼ばれるゼネラル・ストライキが予定されていた。全国の交通を停止させ、機能麻痺に陥らせる戦術である。商店や学校も閉鎖された。これに対し、政府支持の「パンチャ」と呼ばれる「パンチャーヤト制」支持派はゼネストに参加しないよう呼びかけていた。これに対抗して、バンダへの参加を呼びかけるデモが、バクタプルの町で起こった。これに対し警官隊が発砲し、4人が死亡した。同じ日、南部マデシ地方のジャナクプル近郊の農村でも警官が発砲し、5人が死亡した。運動開始後3日の間に全国で12人の死者が出ていた。

### 立ち上がる知識人
こうした理不尽な発砲を受けた人たちの治療に当たった病院の医師たちも疑問を持った。トリブバン大学付属ティーチング病院の医師たちは2月23日、政府に抗議するストライキを決行した。また、2月20日には全国の弁護士が裁判の審理をボイコットした。人権派の医師であったトリブバン大学付属ティーチング病院のマトゥラ・プラサド・シュレスタ教授は、医師、弁護士、人権活動家などとともに、マリチ・マン・シン・シュレスタ首相に面会し、抗議することにした。15人が集まった。面会は一時間に及び、激しい議論になった。しかし、双方の主張はすれ違いに終わった。
シュレスタ教授はまもなく、はっきりした理由もなく逮捕される。海外を含めての反響が大きかったので、教授は間もなく釈放されるが、それからは病院に寝泊りするようになった。
一方、民主化運動に関係して逮捕された弁護士は44人にのぼった。

### 逮捕されるためのデモ
民主化運動は下火になりかかっていた。当局の厳しい弾圧の中で民主化への熱は冷めかけていた。
ネパール会議派と、統一左翼戦線は民主化運動開始一週間目の日をブラックデーとして、デモを行うことにした。カトマンズでは市民に人気の高い反パンチャーヤト系の元市長・ハリボル・バッタライ（ネパール会議派）と統一左翼戦線の2人の国家パンチャーヤト議員のデモを計画した。メディアの前で逮捕されれば運動が盛り上がるという計算もあった。
デモの開始は予定より遅れた。警官の数があまりにも多く、商店はシャッターを下ろし、人通りはほとんどなかった。一方、ある地点には国内外のジャーナリストたちがカメラを持って待機していた。デモを待っていたのだ。3人は迷った末、たとえ3人だけでもデモを行おうと決心した。結局デモ隊3人と,それを追うジャーナリストの一群,そして警察だけのデモとなった。3人を4〜50人の警官が取り囲んで逮捕した。ハリボルらは留置場の中でBBCのヒンディー語国際放送で、自分たちのデモが報道されているのを聞くことになった。

## 停滞

### 「国民団結の日」
政党の組織した民主化運動は行き詰まりを見せていた。ネパール会議派の一部はインドに亡命している活動家を呼び戻した。逮捕者が多くなり、国内の運動がこのままでは持たなくなったからである。一方、都市部の留置場や刑務所は政治犯で満杯となり、ヒマラヤ山麓の刑務所に移送するなどの措置が行われていた。
政党側は3月23日を国民団結の日として、全国で何らかの行動を起こすことを計画した。しかし彼らの頭の中にはデモと集会ぐらいしか浮かんでこなかった。

### 職業人連帯グループ
こうした行き詰まりの中でも、小さな自主的な抵抗運動が起きていた。2月23日にシュレスタ首相に抗議の面会に訪れた15人の知識人たちは職業人連帯グループを組織した。元財務官僚で人権活動家のディペンドラ・ラジュ・バンデが呼びかけた。グループの中にはネパール会議派を支持するものと、共産党系諸政党を支持するグループがあり、各分野別グループには二人ずつ代表を置くなどの配慮をした。そこで、知識人たちは3月7日、バンデを責任者とし、「医師」「医療助手」「教員」「弁護士」「エンジニア」の5分野からなるグループを結成した。
もはや、デモや集会などの常套的な街頭活動が効力を持たないことは明らかだった。そこで、「国民団結の日」に密かに連帯する意味で、3月20日、著名人による講演会をキルティプルのトリブバン大学の講堂で開催することを企画した。講演者には元検事総長、作家、そして付属病院のシュレスタ教授らが名を連ねた。テーマは「今日の状況とネパールの知識人と職業人が果たす役割」。
しかし、これもホールごと警察に包囲されていた。たまたまシュレスタ教授が講演しているとき、警察が入ってきた。講演を中止するよう求めたが、教授は応じず、国王の責任についての『マハーバーラタ』の一節を英語、ネパール語、サンスクリット語で引用して引き伸ばしを図った。大会は急いで決議文を議決した。会場にいた700人近くの人々は知識人らしく、整然と連行されていった。大部分は釈放されたが、幹部は刑務所に送られた。特にネパール会議派の学生は多く逮捕され、ひどい扱いを受けた。
しかし、この講演会と逮捕は海外に報道され、一定の効果を持った。

### 作家・詩人たちのグループ
職業人連帯グループに刺激され、作家や詩人たちの文化人も連帯を始めた。3月16日、このグループはある「パフォーマンス」を行った。黒い帯で自分の口を縛り、座り込みをするというものであった。いうまでもなく、言論の自由を奪われていることに対する抗議である。彼らの多くもまた、警察に連行された。体の不自由な女流作家、パリジャートだけが連行を免れ、予定の時刻まで一人で抗議行動を行った。
政党主催の「国民団結の日」は「ブラックデー」と同じく悲惨な結果に終わった。参加したのは学生が40人ほど。警察力に押さえ込まれ、逮捕されて終わった

## 急展開

### 一人の学生の死
こうして行き詰まりを見せていた民主化運動は、一人の学生の死を転機として急展開する。3月27日、東ネパール、ジャパ郡のバドラプルにあるメチ・キャンパスで学生たちが「パンチャーヤト制打倒」と書いた黄色い布を燃やす抗議行動を行った。このとき、何人かのパンチャーヤト制支持の学生が妨害に入り、乱闘となった。その際、一人の学生がパンチャーヤト支持派の学生にククリ（ネパール・ナイフ）で刺され、死亡した。
このことを契機に、カトマンズ盆地の大学、高校に「反パンチャーヤト制運動」が広がり、キャンパスでは日常的に学生と警官隊が衝突する事態が発生した。3月28日にはカトマンズ盆地のすべての病院で救急医療を除く時限ストが実施された。

### ブラック・アウト
こうした中、ネパール会議派と統一左翼戦線は新しい抗議行動を開始した。ブラック・アウトである。3月29日夜7時を期して、すべての家の明かりを消して町を暗くし、抗議の意思を表示しようというものである。これが、インド・アーリア系住民に抑圧されてきたカトマンズ盆地のネワール人コミュニティーの沈黙を破った。予定の十分間を過ぎても灯をつけない家も多く、灯をつけている家に投石する者まで出てきた。首都は暗闇に包まれた。シュプレヒ・コールがなされ、古タイヤや、パンチャーヤトの人形が燃やされた。それからは、ブラック・アウトは毎日の行事となった。

### 解放区
さらに、群衆は暴徒化してゆき、ネワール人の古都・パタンでは学生デモに市民が同調し、警察署と市役所が襲われるという事態に発展した。発砲と投石の応酬で多くの市民が死亡した。警察は根拠なく人々を逮捕したり、強制捜査を行った。警察と市民は完全に敵対関係に入った。パタンの旧市街のネワール人地区、チャーサルは警察を排除し、「マレ」の指導の下「解放区」（ムクタ・チェトラ）を宣言した。街の主な入り口を警察の車が入れないようブロックし、毎晩、ブラックアウトを実施し、町は自分たちで守ることにした。運動はようやく一般市民を巻き込み始めた。
「解放区」はキルティプルとその周辺にも波及した。女性も鋤や鎌をもって積極的にデモを行った。

### 政府の動揺
こうした中、政府部内にもシュレスタ首相のやり方に疑問を呈するものが出てきた。内閣は首相派と反首相派にわかれ、反首相派はパンチャーヤト制の改革を主張した。外相のウパディヤイは辞表を提出したが、受理されず、反首相派を一掃する形の内閣改造が行われた。しかしシュレスタ内閣の求心力は低下する一方であった。見切りをつけて早々に辞めてしまう閣僚もいた。

### 公務員のスト
それに加えて、公務員が禁を犯してストライキをするようになった。農業開発銀行が2時間の時限スト、食糧協同組合が毎日仕事をボイコット。4月4日にはロイヤル・ネパール航空のパイロットが一日ストを行った。4月5日には全国の公務員がストに突入した。電報電話局、水道供給公社も時限ストを行った。国家機能が麻痺し始めていた。

## 収穫

### ビレンドラ国王の諮問
こうした事態を迎え、ビレンドラ国王は周囲の意見を求めた。現職・元職の首相、国家パンチャーヤト議長が王宮に呼ばれた。民主化運動についての意見を諮問したのである。現職以外の意見はシュレスタ首相の罷免とパンチャーヤト制度の改正ということだった。現職のパンチャーヤト議員も呼ばれ、諮問された。やはりシュレスタ内閣の罷免とパンチャーヤト制度の改革という意見が出た。憲法改正の委員会の設置や、非合法政党との対話も提案された。国王はシュレスタを解任し、後任に首相経験のあるロケンドラ・バハドゥル・チャンダを任命した。

### 国王の放送
4月6日、朝6時45分、国王はネパールラジオに出演し、国民に向けて布告を出した。その内容は、
1. シュレスタ内閣の罷免。
2. チャンダの首相就任。
3. 国家パンチャーヤト議会の召集。
4. 憲法改正委員会の結成。
5. 衝突による被害の調査委員会の設置。

などであった。しかし、国民が求めているものはパンチャーヤト制そのものの廃止と、複数政党制の復活であり、この二点は布告の中には含まれていなかった。

### カトマンズへ
同日、カトマンズの市内では朝からデモが起きていた。パタンの政党幹部たちはパタン市内をデモする計画を立てて、市民に呼びかけた。しかし、集まった市民たちはカトマンズを目指してデモを行うべきだと主張した。王宮を目指し、国王に訴えかけようと望んだのである。同じく解放区になっていたキルティプルの市民もカトマンズを目指した。パタンからのデモは、人数が次第に膨らみ、10万人にも達した。大量の群衆がシュプレヒコールを上げながらカトマンズの道路を埋め尽くした。王宮に近づくと、警官隊に阻止され、衝突と発砲が起きた。多くの死者が出た。全国で一日に10人が死んだ。パタンの解放区は国軍兵士により鎮圧された。

### チャンド内閣の成立
この混乱のさなか、シュレスタに代わって、政党との対話を使命とする、チャンダ暫定内閣が成立した。わずか4人の閣僚でスタートし、政党の代表者との接触を試みた。チャンドの他の閣僚はバシュパティ・シャムシェル・ジャンガ・バハドゥル・ラナ、ナヤン・バハドゥル・スワンル、アチェトゥ・ラージュ・レグミであった。同日夜、初閣議が開かれた。まず、カトマンズ市とラリトプル市（パタンの正式名称）の両市にまたがる環状道路の内側に外出禁止令を布告した。閣僚四人は交渉相手について役割分担した。具体的な交渉はラナとレグミに任され、首相自身は会議派のガネーシュ・マン・シンハ最高指導者に会うということになった。

### 政府と政党の交渉
チャンドは政党側に示す条件を文書にする作業に取り掛かった。まず、憲法からの政党禁止条項の削除を挙げた。事実上の複数政党制の容認である。しかし、憲法改正はパンチャーヤト制度の枠組みの中で行うとした。
この文書に政党が同意した時点で、政党代表と国王が会談するという戦略をとった。ラナとレグミはそれぞれ政党指導者と個別に会い、その感触を探った。ネパール会議派は主に自宅軟禁されていたので居所がはっきりしていたが、統一左翼戦線は地下活動をしていたので多くのリーダーの所在を突き止めるのに苦労した。
会議派のコイララ総書記はおおむね賛成したが、党首のバッタライ、最高指導者のシンの同意が必要だという。党首のバッタライもシンの同意が必要だという。ネパール会議派最高指導者・ガネーシュ・マン・シンハは自宅軟禁を解かれて市内のビール病院に入院していた。シンハは国王が複数政党制の復活を公に宣言しない限り、国王に会うことはないと言い切った。8日、政府側とシンハとの2回目の会談が行われた。刑務所から釈放されたばかりのサハナ・プラダンも同席した。シンハは依然として、国王と会うことに難色を示した。
ラナはつてをたどってラダ・クリシュナ・マイナリと電話連絡することができた。マイナリも自分ひとりでは決められないという。一方、チャンド首相は獄中にあった国家パンチャーヤト議員のトゥラダルを一時獄からだし、会談した。トゥラダルは政治囚の全員釈放を要求した。首相は、その件は手続きに入っているとした。トゥラダルは左翼統一戦線の7人のリーダーに電話した。
4月8日、7政党はトゥラダルの自邸で会議を開くこととした。途中から閣僚のラナも参加し国王の意図を説明した。統一戦線側は「パンチャーヤト制の下での複数政党制には同意できない」と回答した。ラナが帰った後、サハナ・プラダンが入ってきた。プラダンは政府と会議派の間で統一戦線ぬきで国王と会う方向で話が進んでいると伝えた。一同は衝撃を受けた。
この日、二度目のシンハとの会談が行われた。チャンド首相は今日にも国王がシンに会いたがっていると伝えたが、シンハは同じ言葉を繰り返した。結局バッタライ党首に説得され、シンハは党代表が国王と会うことで同意した。出席するのはバッタライ党首とコイララ総書記の二人と決まった。その直後、左翼統一戦線の4人が、シンの病室にやってきて、バッタライ等を非難した。政府側の条件にパンチャーヤト制廃止が含まれていないというのである。シンハは、統一左翼戦線の意見に同意した。
しかし、時間切れが迫っていた。左翼統一戦線の幹部たちは、トゥラダルの家でまた議論した。結局、ネパール会議派抜きで闘争を継続するのは無理だという意見が大勢を占めた。国王に会う代表が直接パンチャーヤト制の廃止を直訴することになった。結局、サハナ・プラダンとマイナリが国王と会うことになった。
謁見は国営テレビで中継された。ネパール会議派のバッタライは、パンチャーヤト制度の廃止を訴えた。サハナもマイナリも同じことを訴えた。国王は確答を避け、憲法改正委員会に会議派、左翼統一戦線、パンチャーヤトの代表が加わるという提案をした。サハナは反対したが、国王は答えなかった。謁見は終了した。

### 国民の反応
国民の反応は二つに割れた。複数政党制を勝ち取ったことで勝利を得たとする反応と、パンチャーヤト制廃止が勝ち取れなかったとする反応である。また、マイナリが、党上層部の了承なく、政府と交渉し国王に謁見したことに、バンダリ党首らは激怒した。しかし、もう、国民は勝利に沸き立っていた。しかし、一方、勝利デモでも発砲事件が起きた。政府の連絡の不徹底に寄るものだった。外出禁止令が解除されていなかったのである。

### パンチャーヤト制の終焉
4月15日、王立アカデミーのホールでチャンドと統一左翼戦線の話し合いが持たれた。ホールはパンチャーヤト制廃止とチャンドの辞職を要求する一万人の群集に取り巻かれた。会合を終えた首相は、国王に辞意を表明した。
4月16日朝、ビレンドラ国王は国家パンチャーヤトを解散する布告を出した。パンチャーヤト制度は廃止された。完全な勝利がようやく手に入った。
同日、国王はガネーシュ・マン・シンハに首相になるよう要請したが、シンハは断った。シンハは党首のクリシュナ・プラサード・バッタライを首相に推し、国王は彼を首相に任命した。新内閣にはネパール会議派、左翼統一戦線、そして、運動を推進した知識人の代表が入閣した。
11月9日、立憲君主制の新憲法が制定された。
それに基づいて、翌年総選挙が行われた。複数政党制による、30年ぶりの選挙である。ネパール会議派が過半数を制したが、党首のバッタライが落選したため、総書記のギリジャー・プラサード・コイララが首相となった。